# Hugo Bergdahl
Hugo Axel Bergdahl, född 1 november 1928 i Hietaniemi församling i Norrbottens län, död 2 januari 2011 i Domkyrkoförsamlingen i Västerås, var en svensk polis och politiker (folkpartist).

## Biografi
Hugo Bergdahl, som kom från en bondefamilj, tjänstgjorde åren 1951–1975 som flottiljpolis och var därefter 1976–1982 kommunalråd i Västerås. Åren 1967–1982 var han ledamot av Västerås stadsfullmäktige (från 1971 kommunfullmäktige).
Bergdahl tjänstgjorde som ersättare i riksdagen 1977 och 1978–1979 samt var 1982–1994 riksdagsledamot för Västmanlands läns valkrets. I riksdagen var han åren 1985–1994 bland annat ledamot i trafikutskottet. Han var särskilt engagerad i alkohol- och tobaksfrågor och försvarspolitik, men tog också upp bland annat frågan om oral galvanism.